# You don't mess around with Jim (single)
You don’t mess around with Jim is de debuutsingle van Jim Croce. Het is afkomstig van zijn studioalbum met dezelfde titel. Het lied gaat niet over Jim Croce zelf. Het vertelt het verhaal van de valsspeler in poolen Big Jim Walker. Alhoewel hij zich slechter voordoet, dan hij in werkelijkheid in het spel is, wordt hij toch gewaardeerd vanwege zijn reputatie en kunde aan de pooltafel. Slim is hij niet. Hij heeft Willie McCoy uit Alabama bedrogen en die komt nu wraak nemen. Niet door te poolen, maar door het gebruik van stiletto en geweer. Uiteindelijk vermoordt McCoy Walker. De vrienden van Walker weten wat hun te doen staat: You don’t mess around with Slim (de bijnaam van McCoy).
Het plaatje was voor het eerst te horen op een plaatselijk radiostation in Los Angeles, maar bereikte al snel de Billboard Hot 100.
Een gelijk thema beschreef Croce in zijn grootste hit: Bad, Bad Leroy Brown. Weird Al Yankovic citeerde Croce deels in zijn lied CNR: "You can spit in the wind or tug on Superman's cape, but Lord no, you just don't mess around with CNR". De hardrockband Poison speelde een cover van het nummer op hun album Poison'd!.

## Hitnotering
De single verbleef dertien weken in die top honderd en haalde daarin de achtste plaats. Ook in Canada verkocht het plaatje goed. In Europa is alleen een hitnotering in Frankrijk bekend.

### NPO Radio 2 Top 2000
You don't mess around with Jim stond alleen in 1999 in de NPO Radio 2 Top 2000, op plek 1933.